# Árabe dofari
O árabe dofari (também conhecido como árabe dhofari ou árabe zofari) é uma variante dialetal do árabe peninsular falada principalmente pela população qua habita a cidade de Salalá, no Omã, e regiões costeiras vizinhas à província de Dhofar.
Estima-se que em 1996 havia 70 mil falantes do dialeto. Para as comunidades nômades e sedentárias vivem na área e, o árabe dhofari pode ser a primeira ou a segunda língua ou também uma língua franca, falada com graus variados de fluência.